# サン・ベネデット・ヴァル・ディ・サンブロ
サン・ベネデット・ヴァル・ディ・サンブロ（伊: San Benedetto Val di Sambro）は、イタリア共和国エミリア＝ロマーニャ州ボローニャ県にある、人口約4,200人の基礎自治体（コムーネ）。

## 地理

### 位置・広がり

#### 隣接コムーネ
隣接するコムーネは以下の通り。括弧内のFIはフィレンツェ県(トスカーナ州)所属を示す。
- カスティリオーネ・デイ・ペーポリ
- フィレンツオーラ (FI)
- グリッツァーナ・モランディ
- モンギドーロ
- モンツーノ

### 気候分類・地震分類
サン・ベネデット・ヴァル・ディ・サンブロにおけるイタリアの気候分類 (it) および度日は、zona E, 2808 GGである。
また、イタリアの地震リスク階級 (it) では、zona 3 (sismicità bassa) に分類される。

## 行政

### 分離集落
サン・ベネデット・ヴァル・ディ・サンブロには以下の分離集落（フラツィオーネ）がある。
- Castel dell'Alpi, Cedrecchia, Madonna dei Fornelli, Monteacuto Vallese, Montefredente, Pian del Voglio, Pian di Balestra, Qualto, Ripoli, Sant'Andrea, Zaccanesca